# Trebević
Trebević – masyw górski w Górach Dynarskich. Leży w Bośni i Hercegowinie. Jego najwyższy szczyt Velika Lelija osiąga wysokość 1627 m. Podczas Zimowych Igrzysk Olimpijskich w 1984 r. na zboczach góry istniał tor, na którym rozegrano zawody saneczkarskie i bobslejowe.